# FC Torpedo Kutaisi
FC Torpedo Kutaisi este o echipă de fotbal din Kutaisi, Georgia.

## Titluri
- Umaglesi Liga:
  - Campioană: 1949, 2000, 2001, 2002
  - Vice-campioană: 1999, 2003, 2005
  - Locul al treilea: 1991, 1994
- Cupa Georgiei:
  - Campioană: 1999, 2001, 2016, 2018
  - Finalistă: 2000, 2002, 2004, 2017
- Cupa Președintelui Turkmenistanului:
  - Campioană: 2002
  - Vice-campioană: 2004

## Jucători notabili
| Nume                | Poiție                            | Țară    | Perioadă                              | Meciuri | Goluri |
| ------------------- | --------------------------------- | ------- | ------------------------------------- | ------- | ------ |
| Revaz Dzodzuashvili | Fundaș                            | Georgia | 1964–1967                             | 67      | 1      |
| Tamaz Kostava       | Fundaș                            | Georgia | 1973–1976                             | 106     | 0      |
| Anzor Kavazashvili  | Portar                            | Georgia | 1972                                  | 31      | 0      |
| Nodar Khizanishvili | Fundaș                            | Georgia | 1983                                  | 6       | 0      |
| Murtaz Khurtsilava  | Fundaș                            | Georgia | 1975–1976                             | 47      | 4      |
| Sergo Kutivadze     | Mijlocaș                          | Georgia | 1962–1966                             | 128     | 9      |
| Otari Gabelia       | Portar                            | Georgia | 1983–1984                             | 29      | 0      |
| Manuchar Machaidze  | Mijlocaș                          | Georgia | 1981–1982                             | 45      | 6      |
| Givi Nodia          | Atacant                           | Georgia | 1965–1966                             | 36      | 9      |
| Tengiz Sulakvelidze | Fundaș/ Mijlocaș                  | Georgia | 1974–1978                             | 138     | 2      |
| Guram Tskhovrebov   | Fundaș                            | Georgia | 1961–1963                             | 57      | 2      |
| Ramaz Urushadze     | Portar                            | Georgia | 1961–1964                             | 91      | 0      |
| Irakli Zoidze       | Portar                            | Georgia | 2000–2001                             | 36      | 0      |
| Davit Gvaramadze    | Portar                            | Georgia | 2000–2001                             | 19      | 0      |
| Nikoloz Togonidze   | Portar                            | Georgia | 2001–2002                             | 6       | 0      |
| Davit Janashia      | Atacant                           | Georgia | 1989–1993, 1997–2001, 2002, 2005–2007 | 182     | 79     |
| Mikheil Ashvetia    | Atacant                           | Georgia | 1993–1994, 2000–2001                  | 40      | 23     |
| Malkhaz Asatiani    | Central Fundaș/Defensive Mijlocaș | Georgia | 1999–2003                             | 76      | 15     |
| Valeri Abramidze    | Fundaș                            | Georgia | 1998–2002, 2005–2006                  | ?       | ?      |
| Kakhaber Kvetenadze | Mijlocaș                          | Georgia | 1993–2001, 2002–2003                  | 251     | 30     |
| Zurab Ionanidze     | Atacant                           | Georgia | 1992–1993, 1997–2003                  | 171     | 104    |
| Andriy Poroshyn     | Atacant                           | Ucraina | 2001–2003                             | 55      | 23     |